# Гуржи Радій Миколайович
Гуржи Радій Миколайович (нар. 11 серпня 1930, Харків — пом. 3 серпня 2011, Харків) — радянський, український фізик — теоретик, доктор фізико-математичних наук, професор, лауреат Державної премії України в галузі науки і техніки. Відомий завдяки теоретичним працям з динамічних і кінетичних властивостей металів, діелектриків, низькорозмірних систем та спінового транспорту.

## Біографія
Гуржи Радій Миколайович народився 11 серпня 1930 у Харкові. У 1952 закінчив фізико-математичний факультет Харківського державного університету. З 1952 до 1953 працював інженером у науково-дослідному інституті, м. Балашиха, Московська обл. У 1953 поступив до аспірантури Фізичного інституту ім. П. М. Лебедєва АН СРСР, Москва, після закінчення якої до 1957 працював молодшим науковим співробітником цього інституту. Після повернення до Харкова був прийнятий на роботу в Харківський фізико-технічний інститут, обіймав посади молодшого (1958 - 1960), старшого (1960—1968) наукового співробітника. У 1968—1974 був завідувачем лабораторії. У 1958 захистив дисертацію на здобуття наукового ступеня кандидата фізико-математичних наук (тема дисертації — «Квантовая теория поглощения электромагнитных волн в металлах в инфракрасной области спектра»). Докторську дисертацію захистив у 1965. У 1974 перейшов до Фізико-технічного інституту низьких температур АН УРСР, до 2003 був завідувачем відділу, потім працював головним науковим співробітником. Помер Р. М. Гуржи 3 серпня 2011 у Харкові.

## Наукова діяльність
- Побудовано новий метод виведення квантового кінетичного рівняння для квантованих систем, заснований на ідеях Боголюбова. За допомогою цього методу було вирішено ряд нестандартних проблем з кінетики: (i) Дано опис системи електронів, що взаємодіють між собою та з фононами у квантованому електромагнітному полі, і побудовано теорію поглинання інфрачервоного випромінювання в металах; (ii) Виведено рівняння Ландау-Ліфшиця з урахуванням релаксації на мікроскопічному рівні (разом з В. М. Цукерником); (iii) Отримано кінетичне рівняння з урахуванням скінченності часу життя фононів в зіткненні та розв'язано задачу Померанчука щодо теплопровідності діелектриків (спільно з А. О. Максимовим).
- Було передбачено низку кінетичних явищ в умовах, коли нормальні зіткнення між квазічастинками відіграють ключову роль: (i) потік Пуазейля фононного газу в діелектриках та гідродинамічний мінімум у температурній залежності електричного опору металів і двовимірних провідників («ефект Гуржи»). Обидва ефекти були виявлені експериментально. Експериментально спостерігався ще один передбачений гідродинамічний ефект, а саме основний внесок ангармонічних членів довільно високого порядку в теплопровідності феритів зі зниженням температури.
- Побудовано метод, який дав можливість описати широкий спектр кінетичних явищ у чистих металах при низьких температурах, із загальної точки зору, з точки зору нелокальної дифузії електронів вздовж поверхні Фермі (у співавторстві з О.І. Копеліовичем).
- Прогнозовано якісно нові механізми електрон — фононної та електрон-електронної релаксації у двовимірних провідних системах (у співавторстві з О. І. Копеліовичем і С. Б. Руткевичем)[4]

## Вибрані публікації
1. R.N. Gurzhi “Hydrodynamic Effects in Solid States” (Uspekhi. Fiz. Nauk, v.94 (1968)).
2. R.N. Gurzhi, A.I. Kopeliovich, and S.B. Rutkevich “Kinetic Properties of Two-Dimensional Metal Systems” (Adv. Phys., v.36 (1987)).
3. R.N. Gurzhi, A.N. Kalinenko, A.I. Kopeliovich, Electron-Electron Collisions and a New Hydrodynamic Effect in Two-Dimensional Electron Gas, Phys. Rev. Lett., 72, 3872 (1995).
4. R.N. Gurzhi, A.N. Kalinenko, A.I. Kopeliovich, The Theory of Kinetic Effects in Two-Dimensional Degenerate Gas of Colliding Eletrons, Fiz. Nizk. Temp., 23, 58 (1997) [Low Temp. Phys., 23, 44, (1997)].
5. A.V. Yanovsky, H. Predel., H. Buhmann, R.N. Gurzhi, A.N. Kalinenko, A.I. Kopeliovich, L.W. Molenkamp, Angle-Resolved Spectroscopy of Electron-Electron Scattering in a 2d System, Europhys. Lett., 56, 709 (2001).
6. R.N. Gurzhi, A.N. Kalinenko, A.I. Kopeliovich, A.V. Yanovsky, E.N. Bogachek, and Uzi Landman, Spin-Guide Source of High Spin-Polarized Current, Phys. Rev. B 68, 125113 (2003).
7. R.N. Gurzhi, A.N. Kalinenko, A.I. Kopeliovich, A.V. Yanovsky, E.N. Bogachek, and Uzi Landman, Influence of Electron-Electron Scattering on Spin-Polarized Current States in Magnetic Wrapped Nanowires, Fiz. Nizk. Temp., 29, 809 (2003) [Low Temp. Phys. 29, 606 (2003)].
8. R.N. Gurzhi and A.I. Kopeliovich “Low Temperature Electric Conductivity of Pure Metals” (Uspekhi. Fiz. Nauk, v.133 (1981)).

## Спогади про Р.М.Гуржи
Виктор Конторович. Радик